# Zachobiella punctata
Zachobiella punctata är en insektsart som beskrevs av Banks 1920. Zachobiella punctata ingår i släktet Zachobiella och familjen florsländor. Inga underarter finns listade i Catalogue of Life.